# 西方偽史論
西方僞史論是一种质疑西方历史真实性的边缘学说，其一般认为古希腊、古埃及、古罗马的历史存在大量伪造，甚至认为全部为伪造。这一理论或最早可追溯到17世纪法国学者让·哈杜安质疑老普林尼的《博物志》一书，但一般更多的被追溯到俄罗斯数学家阿纳托利·季莫费耶维奇·福缅科出版的《新編年史》一书。2013年，何新出版《希臘偽史考》一书质疑古希腊文明存在伪造后，这一理论逐渐于中文互联网传播开来。史学界和古典学界要么完全不同意这一理论，要么根本不想耗费时间反驳这些说法。

## 历史

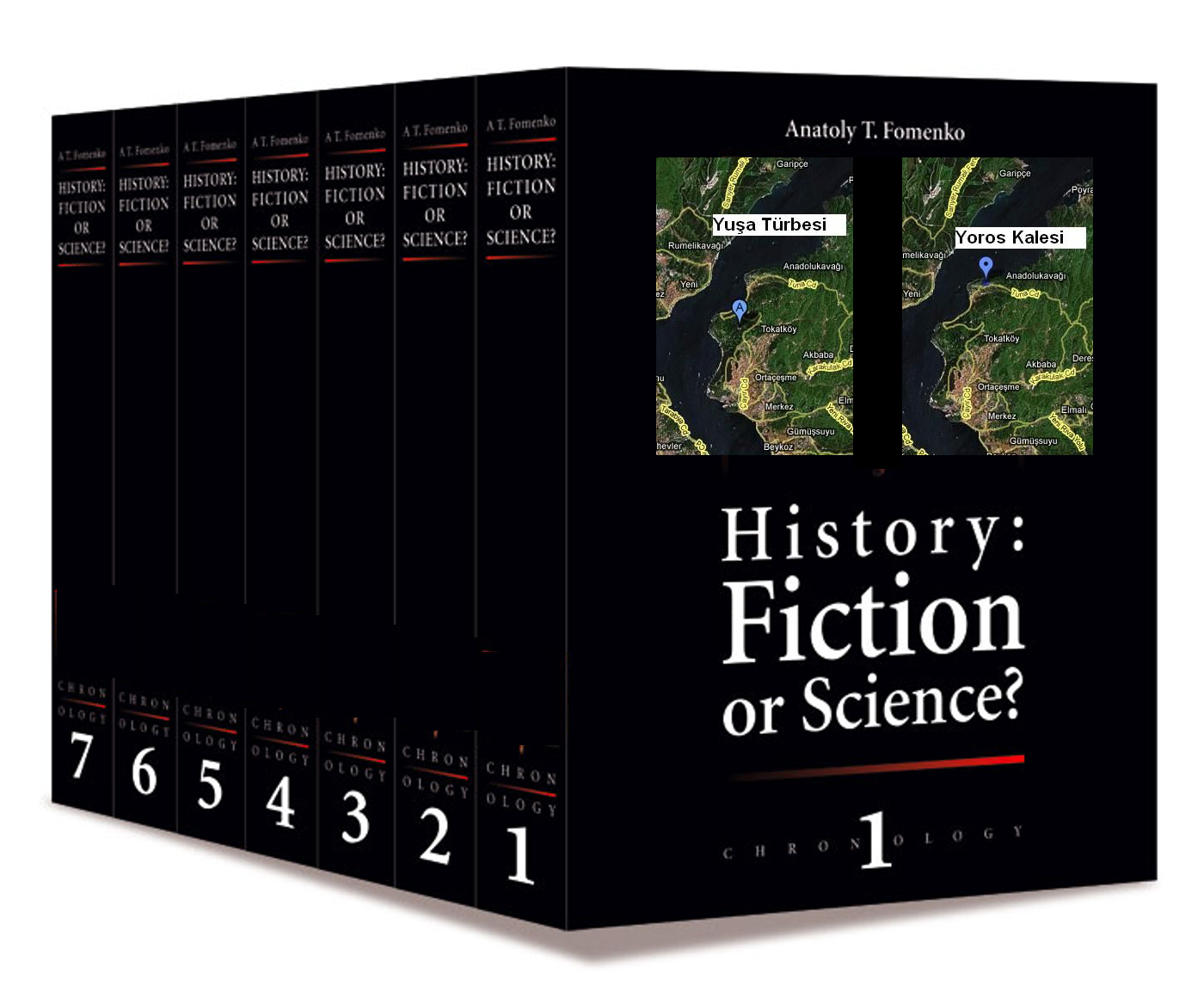
俄罗斯数学家福缅科在《新编年史》一书中质疑古希腊、古罗马的历史

1685年，法国学者让·哈杜安在编辑老普林尼的《博物志》一书时质疑其中的内容，并怀疑其中涉及有关古希腊及古罗马历史的部分为13世纪的本笃会修士所伪造。20世纪末，俄罗斯数学家阿纳托利·季莫费耶维奇·福缅科在《新編年史》提出了与哈杜安类似的理论，例如他认为俄罗斯没有发现过公元十世纪以前的文物，所以世界历史不可能早于公元十世纪。福缅科的理论遭到了史学界的大量批驳。《新民周刊》的一篇文章、《南方周末》的一篇文章及周显在《橙新闻》的一篇文章皆将福缅科作为西方偽史論的起源或起源之一，其中《新民周刊》的文章更进一步追溯到了让·哈杜安。
2013年，何新出版了《希臘偽史考》一书，认为希腊历史中存在大量伪造。2015年，杜钢建提出湖南文明中心论，认为人类并非起源自非洲，而是起源于湖南。2018年，俄罗斯制作的纪录片《福缅科：历史发明家》使得福缅科的理论在中文互联网上传播开来。2019年7月，英籍華裔学者诸玄识在北京举行的「中国国际前沿教育高峰论坛」上表示15世纪以前的欧洲没有历史，西方文明参照中国文化伪造了古希腊、古埃及和古罗马三个文明。该次会议上还发表了多份有关英语、英国人起源于中国的报告。同年，北京太人经典中医技术有限公司的CEO向前静对西方偽史論感兴趣，出资并提议每两年搞一次“西史辨伪和中华文化复兴学术研讨会”，使得这一理论在中国进一步传播开来。2021年，浙江大学艺术史教授黄河清在讲座直播中表示胡夫金字塔和獅身人面像属伪造。对Bilibili上相关视频进行分析的结果显示，相关的最早视频发布于2019年，之后视频数量在2021年快速上升，最终这一理论在2022年在该平台流行开来。
2025年6月，一些宣揚西方伪史论的自媒体账号被平台封禁。但随着2025年7月17日「金字塔之巅：古埃及文明大展」在上海市博物馆开幕，黄河清认为其中展览的文物「一眼假」，并且让复旦大学和上海市博物馆的学者与他较量，原殷墟考古队长唐际根教授则认为其「胡说八道」。

## 理论

### 针对古埃及
福缅科在《新编年史》中认为，因为金字塔的建筑材料上有小空洞，所以金字塔是埃及于1901年为了发展旅游事业使用混凝土块伪造的。黄河清在2021年也表示金字塔是埃及使用混凝土伪造的，以“贬低中华文明”。

### 针对古希腊、意大利及文艺复兴

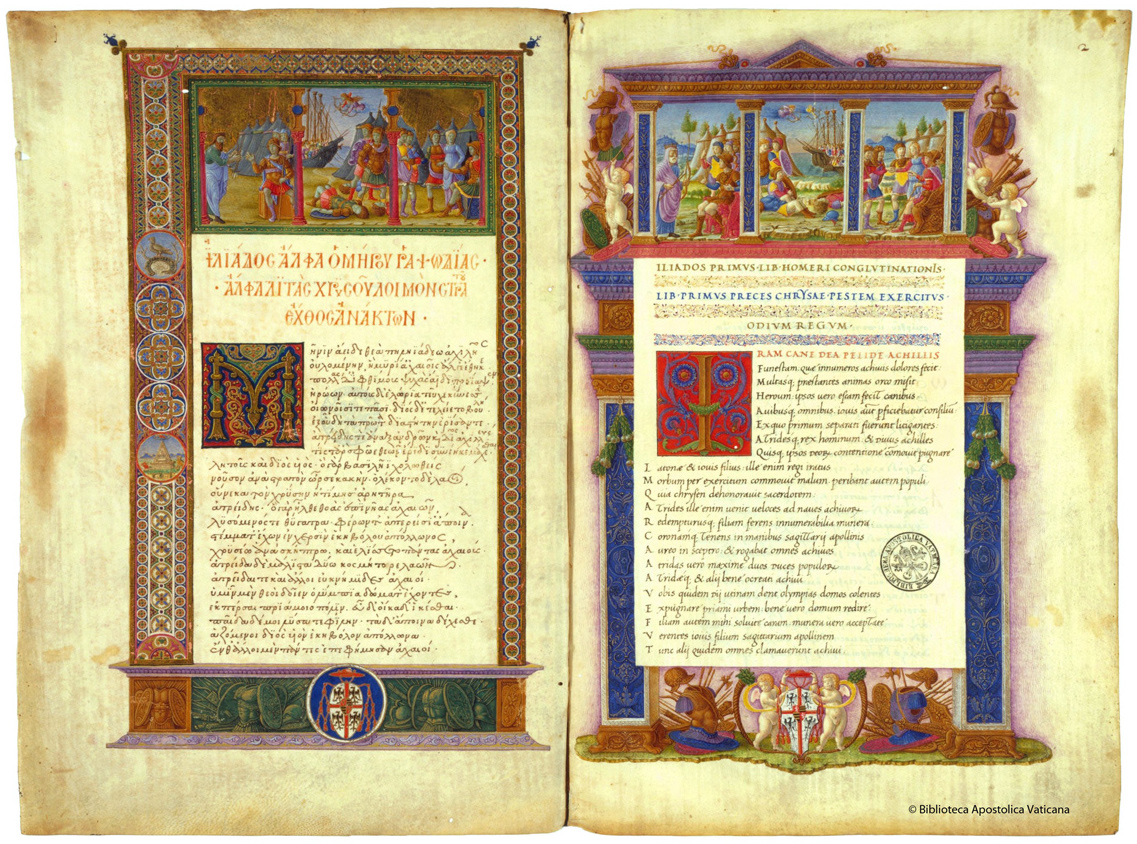
希腊语及拉丁语双语版的《伊利亚特》

福缅科在《新编年史》中认为古英国的历史就是拜占庭帝国的历史，拜占庭帝国的君主都是重新命名后的英国君主。遭到质疑后，福缅科悬赏10万美元奖励能提供11世纪前文物的读者，但要求不得使用考古学、树轮年代学、古文字学以及放射性碳定年法作为依据。
2013年，何新出版了《希臘偽史考》一书。何新在书中认为莱昂奇奥·皮拉图和乔万尼·薄伽丘在受弗朗切斯科·彼特拉克委托，将《伊利亚特》从希腊语翻译成拉丁语过程中篡改了原文，并使这个被篡改过的拉丁语译本成为了后来其他语言译本的参考本，何新还宣称这一系列事件受到共济会操纵。此外，亚里士多德的存在也被质疑，由于传抄问题，中文版《亚里士多德全集》的作者苗力田在综述中表示亚里士多德的部分文章可能存在后世传抄错误的问题，何新便基于此认为亚里士多德其人本身也不存在。2017年，陈平表示认同福缅科和何新的观点，并表示由于莎草纸和羊皮纸的高价值，古希腊的文献不可能完整流传至文艺复兴时期，因此“只可能是文艺复兴时期意大利银行家雇人编造”的，此外，文艺复兴时期传入欧洲的阿拉伯语的文献也被认为不存在，陈平认为这些文献是美第奇家族伪造的。2023年，金灿荣的一则视频片段在网络上走红，他在视频中宣称，因为找不到13世纪以前的相关书面记录，所以包括亚里士多德在内的古希腊哲学家不存在。
2024年，在《南方周末》的一则采访中，黄河清认为古希腊雕塑、建筑过于精美，又认为当时的古希腊不可能有铁器，所以不可能进行雕刻；而古希腊在这一时期的对手则是为了给西方历史演对手戏造出来的，比如，伊朗高原的温度在春天也很高，所以不可能诞生阿契美尼德帝国这样的文明。

### 针对工业革命
一些伪史论的自媒体认为蒸汽机、电都是中国古代发明，工业革命窃取了《永乐大典》中的技术。

## 学界反应
1998年，俄罗斯科学院历史系召开了扩大会议讨论福缅科的情况，《新编年史》在会上被定性为伪科学，是“以历史构图的形式有意地大肆篡改历史”、“对公众意识的破坏”。1999年12月，俄罗斯科学院召开了圆桌会议，会后释出了大量批评福缅科的文献。
《求是》2013年的一篇文章〈“学术义和团”的胜利〉指责何新“不拿证据，不讲道理”，同时称《希腊伪史考》缺乏证据和论述。2018年《科技日报》采访到了在埃及进行考古的中国社会科学院研究员郭子林，郭子林表示金字塔上出现的小孔是金字塔主要材料之一砂岩受风化变松软，使得部分沙子流出所致。高峰枫在2024年针对黄河清的说法给出了反驳，他引用《雅典公共广场的大理石工匠》（Marbleworkers in the Athenian Agora）和牛津大学出版社的《喂养民主》（Feeding the Democracy）两书，具体论证了古希腊雕刻及古希腊的农业生产的情况。
2024年，《南方周末》记者试图联系西方古典学学者，请他们谈谈对西方伪史论的看法，但绝大多数学者拒绝了采访，他们大多表示“不想为了这些荒谬的言论浪费时间”，一位愿意接受采访但要求匿名的古典学教授表示，西方伪史论者没有“尊重基本的史实”、“不跟你讲道理”；北京大学教授高峰枫是唯一一位愿意实名接受采访的，他表示西方伪史论者将举证责任抛给了对方。2024年《华中师范大学学报》的一篇文章认为，中国经济腾飞及国力增长、中美关系恶化乃至中国与西方关系恶化，以及中国的反西方情绪催生了“强烈的虚骄和自大心理”，而西学源自中国说和西方伪史论是这种心理的体现。
2025年7月，黄河清在抖音发视频点名要让复旦大学和上海市博物馆的学者出来与他较量，随后原殷墟考古队长唐际根发视频驳斥，认为其「胡说八道」，随后黄河清与唐际根在抖音上发视频进行对战，由于西方伪史论信徒对唐继根视频评论区进行强烈谩骂冲击，致使黄际根最后身心俱疲而无奈退场。
2025年7月18日，《中国青年报》发表了林树心批判西方伪史论的文章《脱离证据的“伪史”叙事能给文化自信加分吗》，这也是中国官方报纸第一次对西方伪史论进行批判。
面对历史的可信度受到质疑的总体情况，欧洲史学界曾作出两种回应。其一是主张以更严谨的方法来提高可信度。其二则是主张以考古学重建可信的古代史。

## 扩展阅读
- 何新. . 同心出版社. 2013. ISBN 9787547707593.
- 何新. . 中国言实出版社. 2015. ISBN 9787517112679.
- 董并生. . 山西人民出版社. 2015.